# Кросно-Оджанське
Кросно-Оджанське (пол. Krosno Odrzańskie, нім. Crossen an der Oder) — місто в західній Польщі, на річці Одра в місці впадання Бубру. Адміністративний центр Кросненського повіту Любуського воєводства.

## Історія

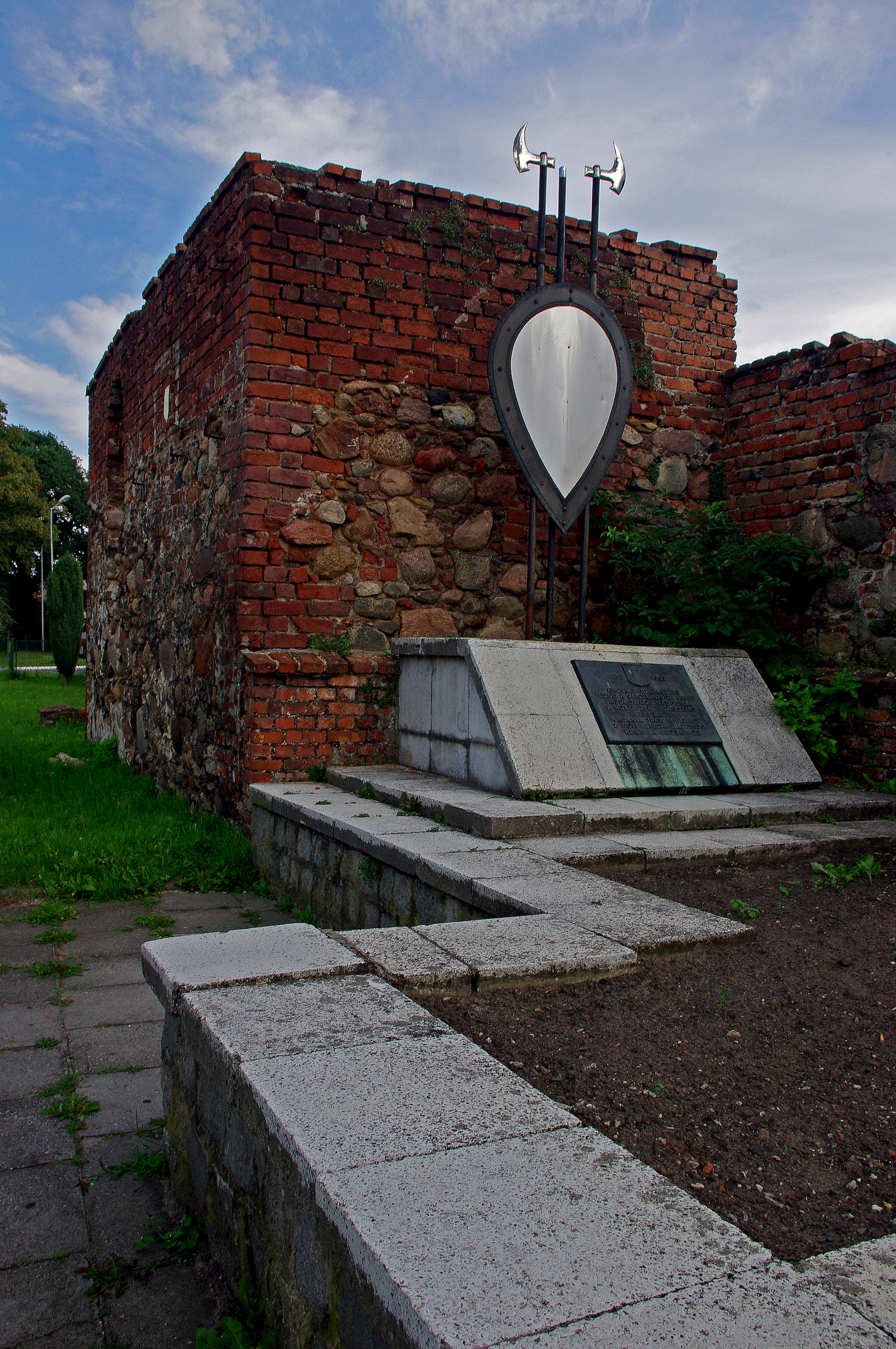
Оборонні мури Кросно

Перші згадки про Кросно з'явились у 1005 році, коли під час військового конфлікту з імператором Генріхом II польський герцог Болеслав I Хоробрий збудував на цьому місці фортецю. Завдяки своєму стратегічному розташуванню на річці Одер фортеця відігравала значну роль на західних кордонах Польського Королівства із Священною Римською імперією. У 1163 році Кросно входило до складу Сілезького воєводства під владою Болеслава I Високого. Син Болеслава Генріх I Бородатий збудував у Кросно замок. Після його смерті його вдова Ядвіга Сілезька знайшла прихисток у цьому замку під час монгольського вторгнення у Європу у 1241 році. Після остаточного розділу Вроцлавського герцогства у 1251 році Кросно став складовою частиною новоствореного Глогувського герцогства.

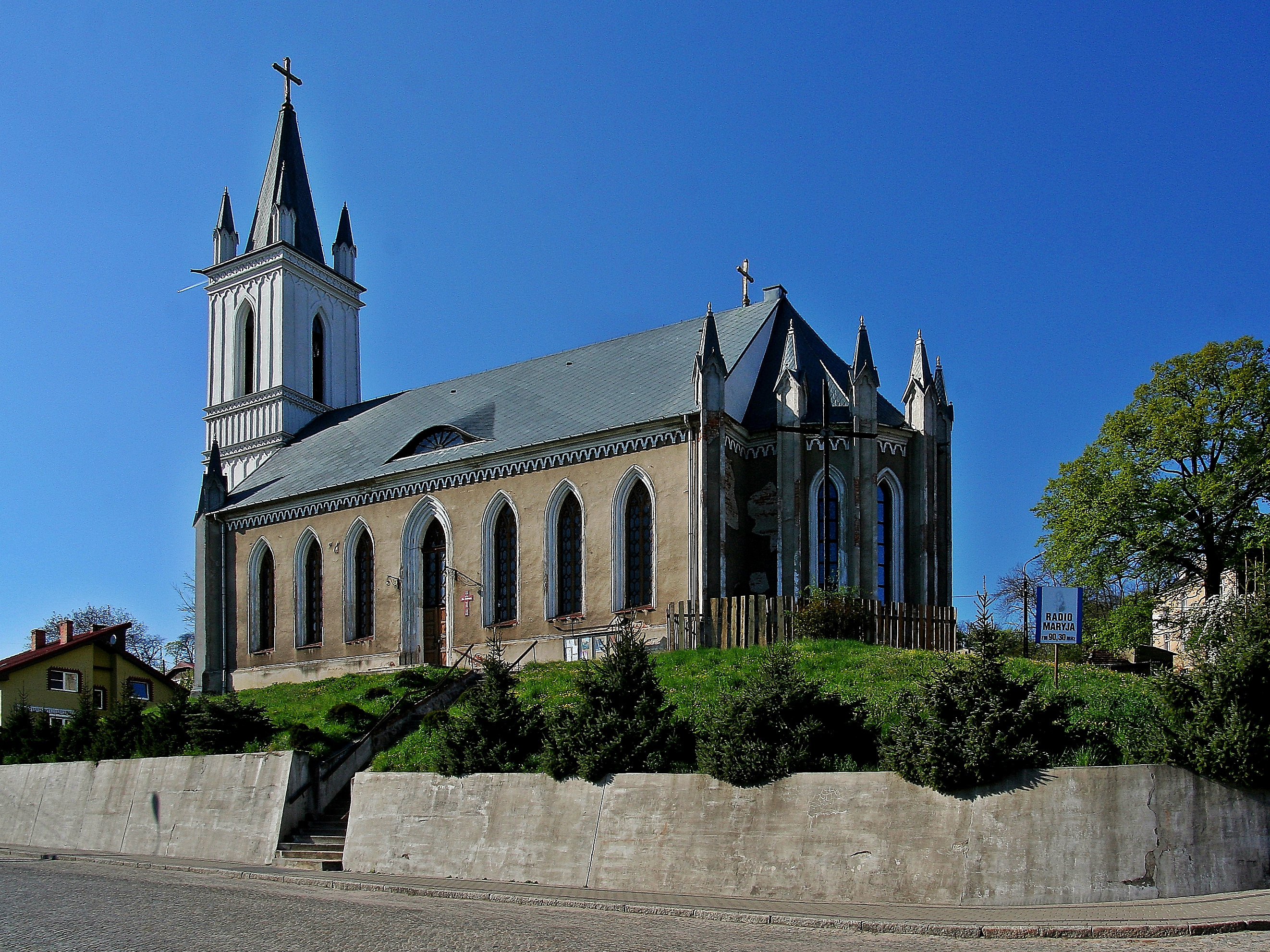
Костьол святого Анджея

У 1945 році у ході Другої світової війни місто було захоплене Червоною армією. Після поразки Німеччини у війні Кросно-Оджанське знову стало частиною Польщі.

## Міста побратими
- Бремерферде
- Шварцгайде
- Карцаг

## Спорт

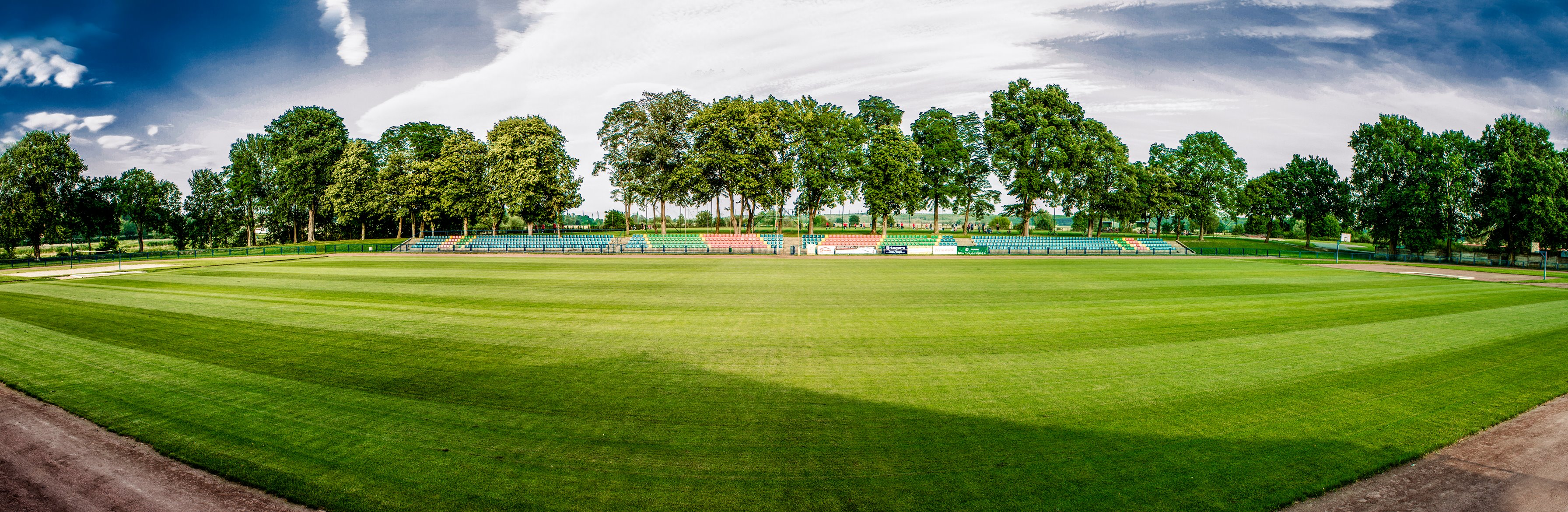
Футбольний стадіон у Кросно-Оджанське

У місті існує футбольний клуб «Тенча», який грає у четвертій лізі чемпіоната Польщі.
У 2013 році в Кросно-Оджанське була створена Футбольна Академія для дітей віком від 4 до 12 років. Але в 2017 Академія призупинила свою діяльність.

## Демографія
Демографічна структура станом на 2014 рік:

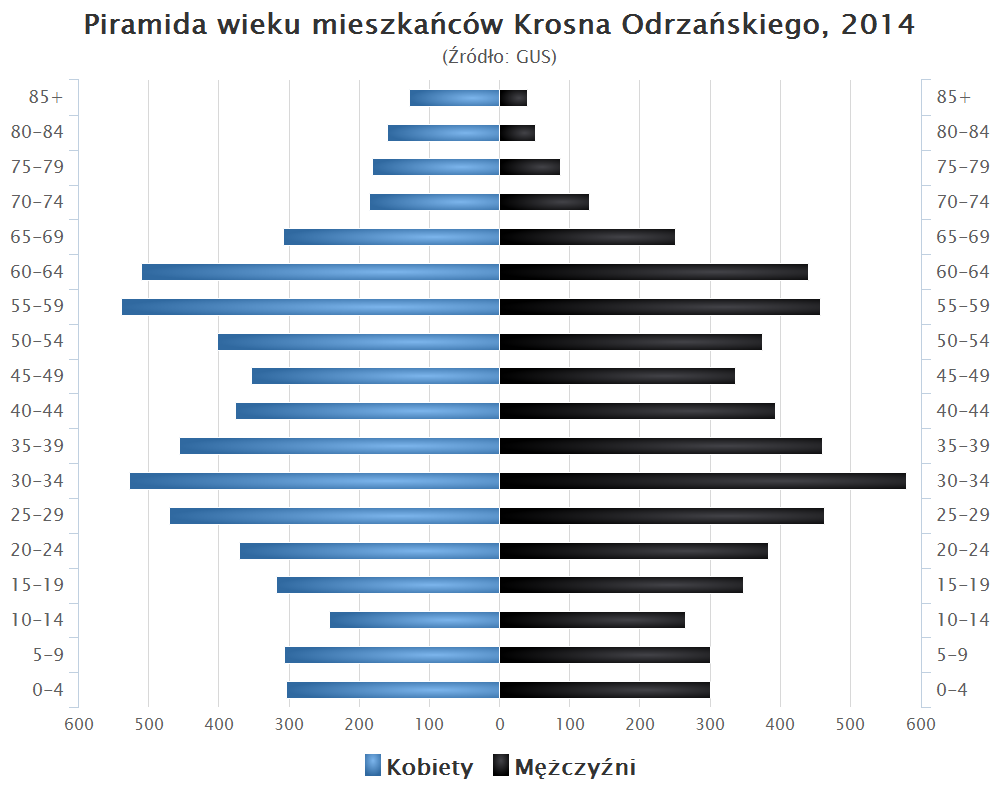